# Calcio Monza 1994-1995
Questa pagina raccoglie le informazioni riguardanti il Calcio Monza nelle competizioni ufficiali della stagione 1994-1995.

## Stagione
Nella stagione 1994-1995 il Monza allenato da Simone Boldini ha disputato il girone A del campionato di Serie C1. Ha ottenuto il quarto posto in classifica con 57 punti, è stata eliminata nella prima semifinale dei play-off dal Fiorenzuola. La prima parte del campionato è stata giocata dai brianzoli con il freno a mano tirato, avendo chiuso il girone di andata con 25 punti a metà classifica. Molto meglio il girone discendente, nel quale i brianzoli hanno ottenuto 32 punti. Da terza il Monza ha disputato in semifinale il doppio confronto con il Fiorenzuola, chiuso (1-0) per le squadre di casa, ma il Fiorenzuola essendosi piazzata terza con 58 punti, ha avuto il diritto di disputare la finale, che ha perso contro la Pistoiese, promossa in Serie B con il Bologna, in quanto i rossoblù avevano vinto dominando il campionato. Miglior marcatore di stagione Stefano Guidoni arrivato dalla Solbiatese nel mercato novembrino, dove aveva già segnato 4 reti, che ha dato una spinta decisiva con 11 reti in 24 partite, alla rimonta biancorossa nella seconda parte della stagione. Nella Coppa Italia il Monza ha superato nel primo turno il Venezia, poi nel secondo turno ha lasciato il trofeo per mano del Torino. Nella Coppa Italia di Serie C il Monza entra in scena nei sedicesimi, avendo disputato la Coppa Italia nazionale, ma viene subito eliminato dal Varese.

## Rosa
| N. |                   | Ruolo | Calciatore        |
| -- | ----------------- | ----- | ----------------- |
|    | Italia (bandiera) | P     | Christian Abbiati |
|    | Italia (bandiera) | P     | Ivan Aiardi       |
|    | Italia (bandiera) | D     | Francesco Bega    |
|    | Italia (bandiera) | C     | Massimo Brambilla |
|    | Italia (bandiera) | A     | Alessio Brogi     |
|    | Italia (bandiera) | C     | Fabio Cinetti     |
|    | Italia (bandiera) | C     | Federico Crovari  |
|    | Italia (bandiera) | D     | Alessio Delpiano  |
|    | Italia (bandiera) | A     | Simone Erba       |
|    | Italia (bandiera) | A     | Matteo Gay        |
|    | Italia (bandiera) | C     | Salvatore Giorgio |
|    | Italia (bandiera) | A     | Daniele Guerzoni  |

| N. |                   | Ruolo | Calciatore           |
| -- | ----------------- | ----- | -------------------- |
|    | Italia (bandiera) | A     | Stefano Guidoni      |
|    | Italia (bandiera) | A     | Gianluca Hervatin    |
|    | Italia (bandiera) | P     | Alessio Locatelli    |
|    | Italia (bandiera) | D     | Claudio Macchi       |
|    | Italia (bandiera) | A     | Orazio Millesi       |
|    | Italia (bandiera) | C     | Giuseppe Misso       |
|    | Italia (bandiera) | D     | Ruggero Radice       |
|    | Italia (bandiera) | D     | Francesco Rossi      |
|    | Italia (bandiera) | C     | Fulvio Saini         |
|    | Italia (bandiera) | C     | Giuseppe Sanfratello |
|    | Italia (bandiera) | C     | Luca Tutone          |

## Risultati

### Campionato

#### Girone di andata
| Arbitro: | Bizzotto (Castelfranco Veneto) |

|                                      |           |                |
| Labardi 35’ Castelli 68’ Masitto 30’ | Marcatori | 18’, 42’ Brogi |

| Monza 4 settembre 1994 2ª giornata | Monza            | 0 – 0 | Leffe | Stadio Brianteo\| Arbitro: \| Strocchia (Nola) \| |
| Arbitro:                           | Strocchia (Nola) |       |       |                                                   |

| Arbitro: | D'Errico (Frattamaggiore) |

|  |           |               |
|  | Marcatori | 32’ Brogi 32’ |

| Arbitro: | Strazzera (Trapani) |

|  |           |           |
|  | Marcatori | 69’ Fasce |

| Arbitro: | Freddi (Sassari) |

|               |           |             |
| M. Tacchi 13’ | Marcatori | 42’ Giorgio |

| Arbitro: | Sciamanna (Ascoli Piceno) |

|                                                          |           |                      |
| Brogi 8’ Brambilla 12’ Macchi 46’ Radice 75’ Cinetti 83’ | Marcatori | 18’ (rig.) Romairone |

| Arbitro: | Rossi (Ciampino) |

|                 |           |          |
| A. Brunetti 20’ | Marcatori | 1’ Brogi |

| Arbitro: | Calabrese (Avezzano) |

|              |           |                                         |
| Guerzoni 83’ | Marcatori | 15’, 82’ (rig.), 89’ (rig.) G. Bizzarri |

| Arbitro: | Urbano (Carbonia) |

|                 |           |          |
| Ghirardello 44’ | Marcatori | 34’ Erba |

| Arbitro: | Ingenito (Nocera Inferiore) |

|                    |           |  |
| Lorenzo 87’ (rig.) | Marcatori |  |

| Arbitro: | Preschern (Mestre) |

|                             |           |  |
| Guidoni 37’ Sanfratello 60’ | Marcatori |  |

| Arbitro: | Pascariello (Lecce) |

|  |           |          |
|  | Marcatori | 8’ Brogi |

| Arbitro: | Linfatici (Viareggio) |

|                       |           |  |
| Macchi 38’ Tutone 69’ | Marcatori |  |

| Arbitro: | Gregoroni (Napoli) |

|  |           |                                             |
|  | Marcatori | 66’ (rig.) Guerzoni 85’ Delpiano 91’ Radice |

| Arbitro: | Alvino (Salerno) |

|                                        |           |                           |
| Guerzoni 12’, 50’ Guidoni 45’ Erba 90’ | Marcatori | 46’ Bruzzano 71’ Colacone |

| Arbitro: | Vendramin (Castelfranco Veneto) |

|  |           |                     |
|  | Marcatori | 78’, 83’ Pietranera |

| Arbitro: | Cardella (Torre del Greco) |

|            |           |  |
| Mobili 84’ | Marcatori |  |

#### Girone di ritorno
| Monza 8 gennaio 1995 18ª giornata | Monza               | 0 – 0 | Spezia | Stadio Brianteo\| Arbitro: \| Mandolito (Cosenza) \| |
| Arbitro:                          | Mandolito (Cosenza) |       |        |                                                      |

| Arbitro: | Soffritti (Ferrara) |

|                         |           |                                           |
| Mignani 24’ Bonazzi 38’ | Marcatori | 4’ (aut.) Cardone 50’ Giorgio 51’ Cinetti |

| Arbitro: | Castellani (Verona) |

|                                   |           |                |
| Radice 49’ Tutone 69’ Giorgio 78’ | Marcatori | 17’ G. Carbone |

| Arbitro: | Longo (Paola) |

|               |           |              |
| De Marchi 90’ | Marcatori | 25’ Guerzoni |

| Arbitro: | D'Errico (Frattamaggiore) |

|             |           |             |
| Guidoni 42’ | Marcatori | 34’ Tonetto |

| Alessandria 5 marzo 1995 23ª giornata | Alessandria        | 0 – 0 | Monza | Stadio Giuseppe Moccagatta\| Arbitro: \| Ayroldi (Molfetta) \| |
| Arbitro:                              | Ayroldi (Molfetta) |       |       |                                                                |

| Arbitro: | Genovese (Avellino) |

|             |           |  |
| Guidoni 17’ | Marcatori |  |

| Arbitro: | Ruggiero (Nocera Inferiore) |

|                        |           |                                   |
| G. Bizzarri 29’ (rig.) | Marcatori | 27’ Erba 45’ F. Rossi 56’ Guidoni |

| Arbitro: | Ercolino (Cassino) |

|                 |           |               |
| Guidoni 6’, 37’ | Marcatori | 83’ Pelliccia |

| Monza 2 aprile 1995 27ª giornata | Monza            | 0 – 0 | Pistoiese | Stadio Brianteo\| Arbitro: \| Bancale (Latina) \| |
| Arbitro:                         | Bancale (Latina) |       |           |                                                   |

| Arbitro: | D'Agostini (Frosinone) |

|               |           |                                        |
| E. Baggio 54’ | Marcatori | 34’ (rig.) Guidoni 41’ Macchi 63’ Bega |

| Arbitro: | Alvino (Salerno) |

|              |           |             |
| Guerzoni 58’ | Marcatori | 61’ Olivari |

| Arbitro: | Longo (Paola) |

|              |           |  |
| Centanni 90’ | Marcatori |  |

| Arbitro: | Strocchia (Nola) |

|                          |           |  |
| Guerzoni 67’ Giorgio 78’ | Marcatori |  |

| Carrara 14 maggio 1995 32ª giornata | Carrarese          | 0 – 0 | Monza | Stadio dei Marmi\| Arbitro: \| Ercolino (Cassino) \| |
| Arbitro:                            | Ercolino (Cassino) |       |       |                                                      |

| Arbitro: | Baglioni (Prato) |

|                |           |             |
| Pietranera 30’ | Marcatori | 18’ Guidoni |

| Arbitro: | Strazzera (Trapani) |

|                                 |           |  |
| Erba 7’ Giorgio 10’ Guidoni 40’ | Marcatori |  |

### Playoff Promozione
| Arbitro: | Gambino (Barletta) |

|             |           |  |
| Guidoni 71’ | Marcatori |  |

| Arbitro: | Preschern (Mestre) |

|                    |           |  |
| Serioli 78’ (rig.) | Marcatori |  |

## Coppa Italia
| Arbitro: | Dinelli (Lucca) |

|                           |           |             |
| Guerzoni 12’ Giorgio 117’ | Marcatori | 35’ Bonaldi |

| Arbitro: | Treossi (Forlì) |

|  |           |           |
|  | Marcatori | 72’ Luiso |

| Arbitro: | De Prisco (Nocera Inferiore) |

|                                                   |           |                        |
| Rizzitelli 10’ Angloma 66’ Pessotto 74’ Tosto 86’ | Marcatori | 26’ Guerzoni 56’ Saini |

### Coppa Italia Serie C

#### Sedicesimi di Finale
| Arbitro: | Alban (Bassano del Grappa) |

|                     |           |                                   |
| Macchi 36’ Erba 61’ | Marcatori | 6’ Cavicchia 52’ Modica 56’ Bolis |

| Arbitro: | Pizzini (Verona) |

|  |           |          |
|  | Marcatori | 30’ Erba |